# 黃民奇

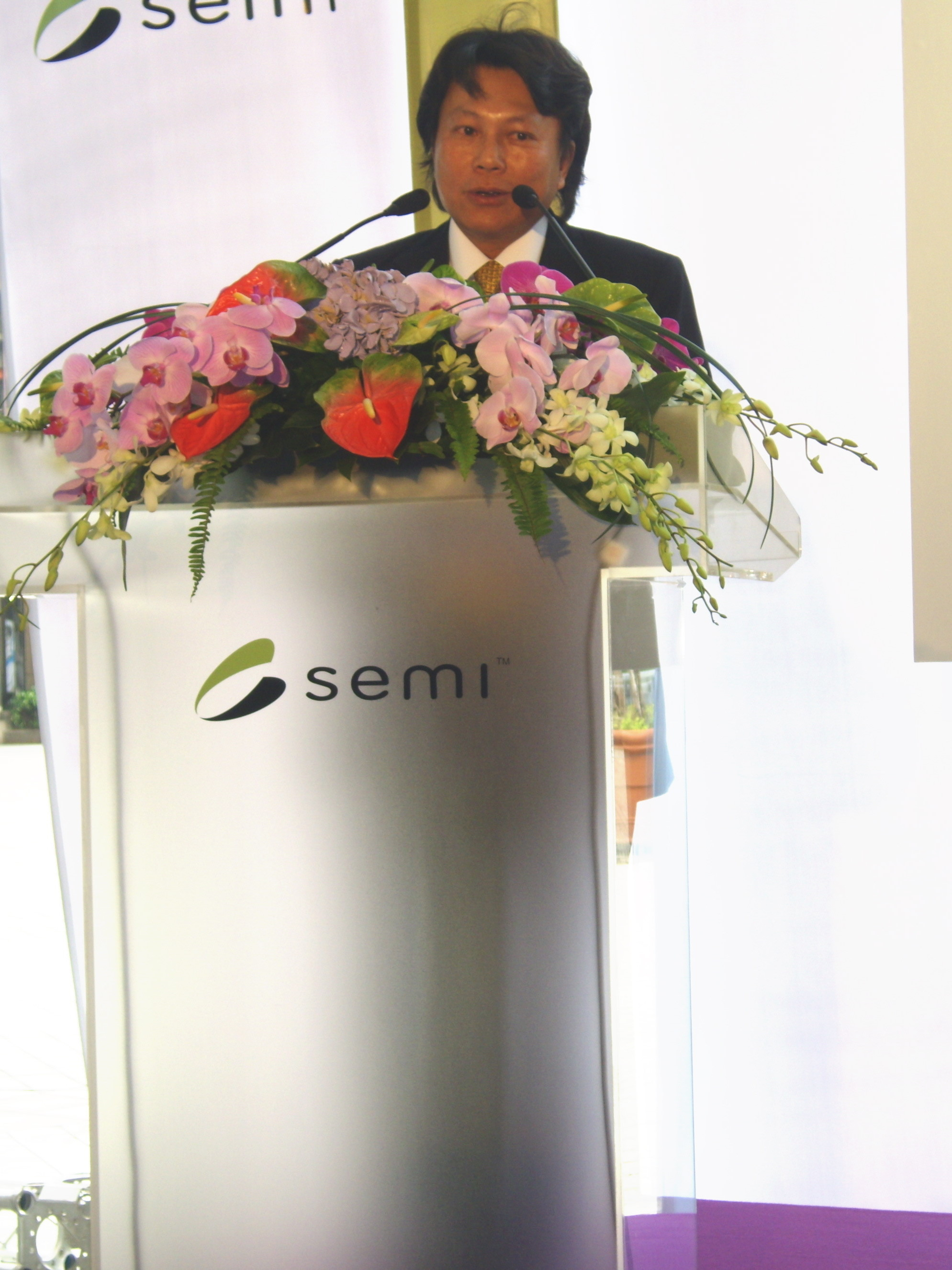
黃民奇

黃民奇（Archie Hwang，1952年8月20日—），畢業於國立交通大學電子物理學系，是漢民集團的創辦人兼董事長，也曾是SEMI West的董事長，更因為他在半導體產業的貢獻，而獲得潘文淵文教基金會頒贈的2007 ERSO Award。